# Abu Gurab

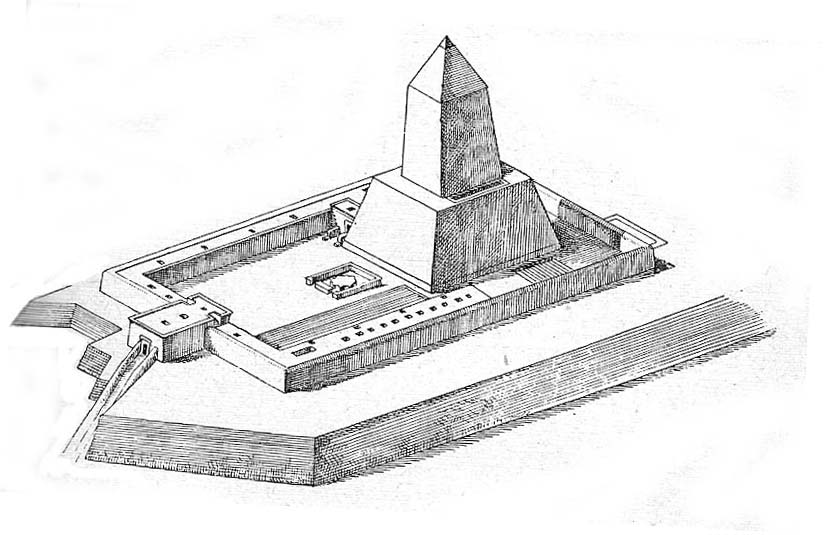
Rekonstrukcja świątyni Re wzniesionej przez Niuserre

Abu Gurab (Abu Dżirab, Abu Jirab) – miejscowość w Egipcie na zachodnim brzegu Nilu, ok. 1 kilometra na północny zachód od Abusir i 12 km na południe od Gizy.

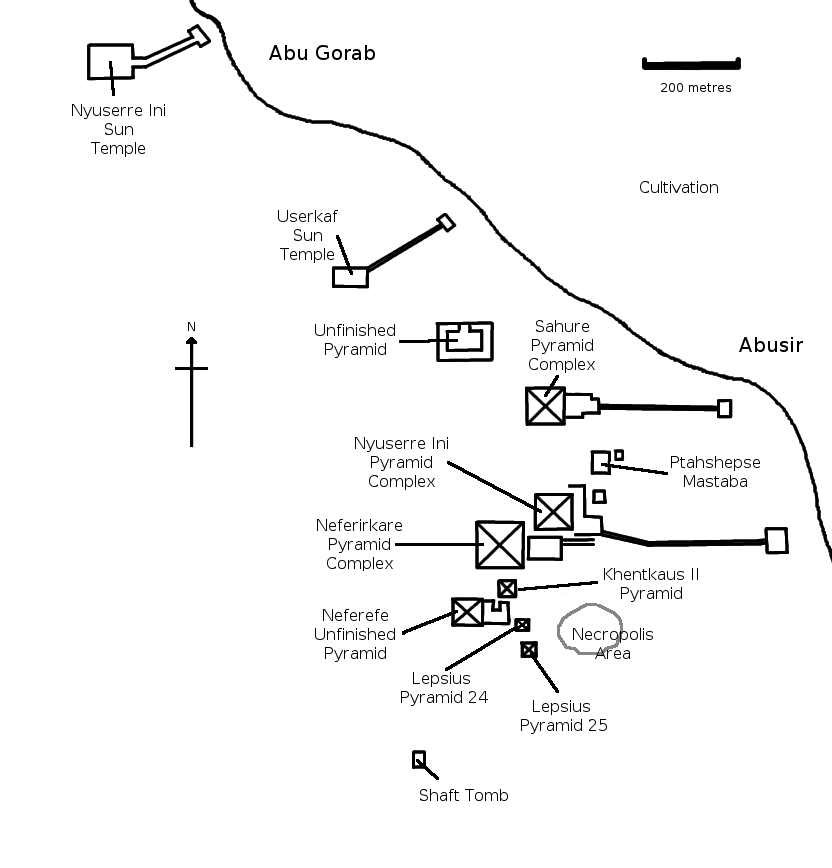
Plan Abu Gurab i Abusir

Z zachowanych inskrypcji z tzw. Kamienia z Palermo wynika, że w tej części nekropoli memfickiej było zbudowanych sześć świątyń solarnych z okresu V dynastii. Ich wymowne nazwy to Czas Re (Userkaf), Wyprawa Re (Sahure), Miejsce serca Re (Neferirkare I), Spoczynek Re (Neferefre), Chwała serca Re (Niuserre) oraz Horyzont re (Menkauhor). Zidentyfikowana dwie z nich Userkafa i Niuserre. Najsłynniejszą z nich jest właśnie znajdująca się w Abu Gurab świątynia Boga Słońca Re zbudowana przez Niuserre, zwana dawniej przez podróżników świątynią Riga (Reegah). Jest jedyną całkowicie kamienną i prawie kompletnie zachowaną świątynią solarną. Na ścianach uwiecznione sceny przedstawiające Niuserre podczas święta sed.
Jej centralnym akcentem był obelisk o wysokości 36 m, stojący na platformie – cokole o wysokości 20 m i pochyłych ścianach. Wykonany był z miejscowego wapienia, a oblicowany białym wapieniem z Tuna. Obelisk znajdował się na dziedzińcu o wymiarach 75 m na 100 m, na którym także przed platformą obelisku znajdował się wielki, alabastrowy stół ofiarny o rozmiarach 6 m na 6 m. W bocznej części dziedzińca zlokalizowane były magazyny i rzeźnia bydła ofiarnego. Do zespołu solarnego wiodła z Nilu specjalna rampa, będąca drogą procesyjną. Łączyła ona cały obiekt, a ściślej niewielką świątynię osadzoną w murze okalającym Wielki Dziedziniec, z tzw. świątynią dolną („powitalną”). Na cokół można było wejść specjalną, spiralną klatką schodową.
W cokole obelisku było urządzone niewielkie pomieszczenie, zwane obecnie komorą światów lub komorą pór roku, w którym znajdowały się unikatowe reliefy z wyobrażeniami procesów i zdarzeń zachodzących w naturze podczas poszczególnych pór roku, w tym zajęcia ludzi, zwierzęta domowe i dzikie, rośliny, czyli obraz natury i otaczającego świata widziany oczami ówczesnych Egipcjan. Reliefy w świątyni przedstawiają także m.in. święto sed obchodzone przez Niuserre oraz stworzenie świata przez Re. Tutaj też znaleziono najstarszą znaną listę nomów egipskich.
Poza świątynią wzniesiono z cegieł barkę boga Słońca, którego stwórcza działalność został przedstawiona na reliefach. Cały kompleks świątynny był wzorowany na Wielkiej Świątyni Słońca w Heliopolis.
Świątynia została odkopana w l. 1898–1901 przez niemieckich archeologów. Bloki z reliefami trafiły do różnych muzeów, obecnie znajdują się m.in. w muzeach egipskich w Kairze i Berlinie.